# Chomelia kirkbridei
Chomelia kirkbridei är en måreväxtart som beskrevs av Piero G. Delprete. Chomelia kirkbridei ingår i släktet Chomelia och familjen måreväxter. Inga underarter finns listade i Catalogue of Life.